# Thé Tjong-Khing
Thé Tjong-Khing (Purworejo, 4 augustus 1933) is een Nederlandse striptekenaar en illustrator.

## Leven en werk
Thé werd geboren te Purworejo in het toenmalige Nederlands-Indië in een westers georiënteerde Chinese familie. Als kind tekende hij met krijtjes op een schoolbord in het ouderlijk huis en hij las graag de Tarzan-boeken van Edgar Rice Burroughs. Zijn vader was een zakenman en bezat onder meer enkele bioscopen, waar Thé in Bandoeng veel naar films keek.
Hij volgde vanaf 1945 het Christelijk Lyceum Bandung en studeerde daarna aan de Seni Rupa-kunstacademie te Bandung, maar na drie jaar vertrok hij in 1956 met een studievisum naar Nederland. Hij volgde lessen aan het Instituut voor Kunstnijverheidsonderwijs bij de afdeling 'reclame'. Omdat die studie hem niet aansprak, ging hij op zoek naar werk. Al snel begon hij als tekenaar bij Toonder Studio's, aanvankelijk als volontair en later in vaste dienst. Het werk beviel hem goed, maar zijn studievisum liet niet toe in Nederland te gaan werken en toen de vreemdelingenpolitie daarachter kwam, moest hij terug naar Indonesië. Toonder Studio's stond echter garant voor hem, waarop hij een verblijfsvergunning kreeg.
Hij tekende strips, zoals Iris en Arman en Ilva, Storende verhalen (voor De Vrije Balloen waarvan hij medeoprichter was) en enkele strips voor het weekblad Tina. In 1997 kreeg Thé voor zijn gehele oeuvre de Trentenaire, een eenmalige prijs ter gelegenheid van het dertigjarig jubileum van het Stripschap.
In 1970 werd hem door kinderboekenschrijfster Miep Diekmann gevraagd illustraties te maken bij haar boek Total loss, weet je wel, juist omdat hij striptekenaar was. Dit leidde ertoe dat Thé Tjong-Khing halverwege de jaren zeventig stopte met het tekenen van strips. Hij werd freelance illustrator en illustreerde vele kinderboeken, onder andere boeken van Guus Kuijer, Els Pelgrom, Sylvia Vanden Heede en Dolf Verroen.
Thé won driemaal het Gouden Penseel en won in 2005 de Woutertje Pieterse Prijs voor zijn boek Waar is de taart?, een prentenboek zonder tekst; het eerste boek dat hij geheel zelf zowel schreef als tekende. Hiervoor won hij in 2005 ook het Zilveren Penseel.
Vanwege de herwaardering voor zijn werk worden vanaf 2006 zijn Arman en Ilva-strips opnieuw uitgegeven in een luxueuze hardcoveruitvoering met extra achtergrondinformatie over de auteurs en de strip.
In 2010 kreeg hij de Max Velthuijs-prijs voor zijn gehele oeuvre. Er was een bedrag van 60.000 euro aan verbonden.
Op latere leeftijd is hij nog heel actief. Zo maakte hij in 2019, toen hij 86 was, het ontwerp van de eerste officiële stripmuur van Haarlem. Hij werkte ook mee aan het beschilderen van de muren.
Voor het in 2024 verschenen boek Zevenpoot van Arnon Grunberg mocht hij de illustraties verzorgen.

## Prijzen

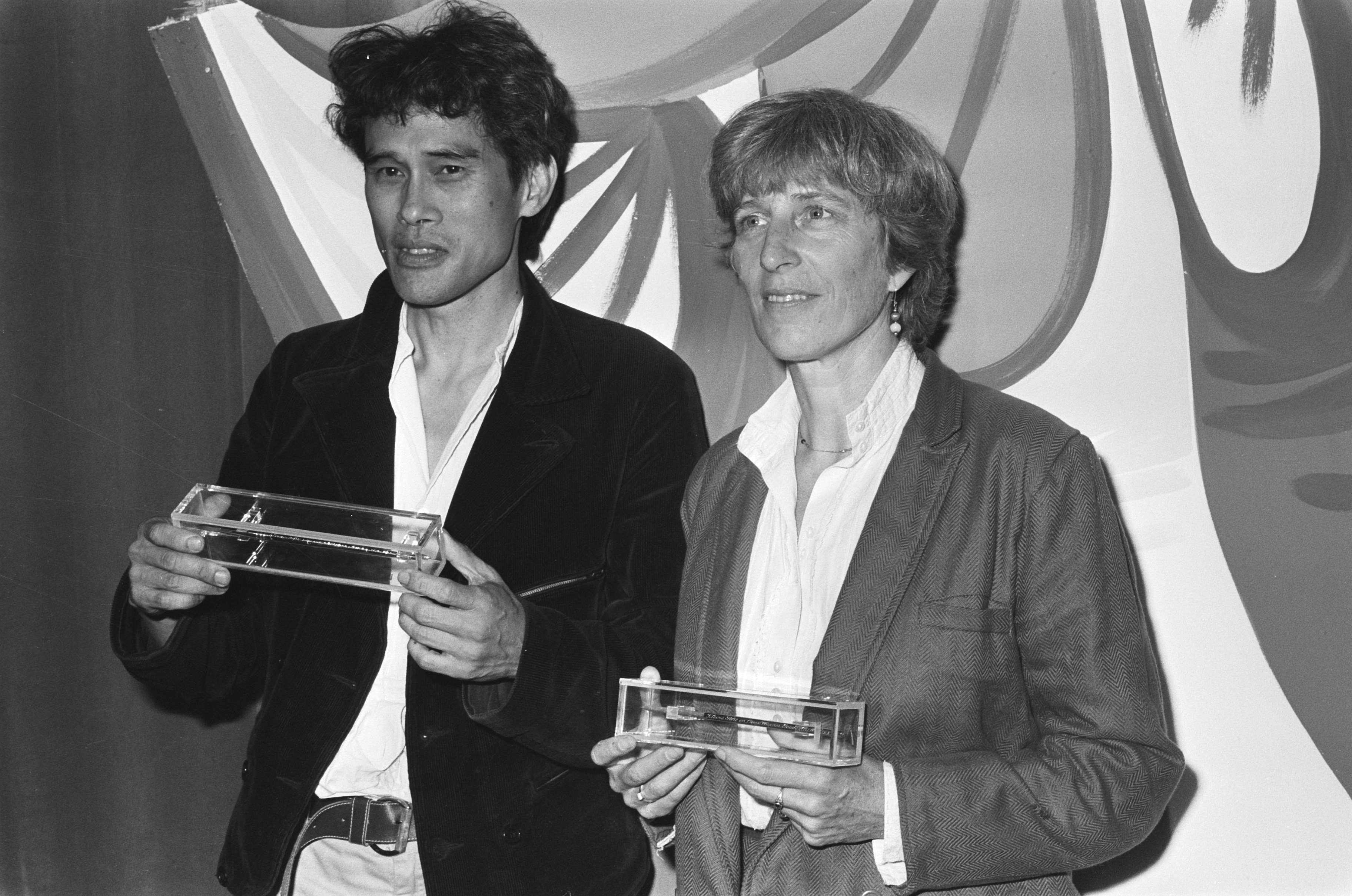
Uitreiking van de Gouden Griffel aan Els Pelgrom en het Gouden Penseel aan Thé Tjong-Khing voor Kleine Sofie en Lange Wapper (1985)

- 1978 – Gouden Penseel voor Wiele wiele stap (auteur: Miep Diekmann)
- 1985 – Gouden Penseel voor Kleine Sofie en Lange Wapper (auteur: Els Pelgrom)
- 1986 – Duitse Jeugdliteratuurprijs voor Kleine Sofie en Lange Wapper (auteur: Els Pelgrom)
- 1997 - De Trentenaire, een eenmalige oeuvreprijs van Het Stripschap
- 2003 – Gouden Penseel voor Het woordenboek van vos en haas (auteur: Sylvia Vanden Heede)
- 2005 – Zilveren Penseel voor Waar is de taart?
- 2005 – Woutertje Pieterse Prijs voor Waar is de taart?
- 2010 – Max Velthuijs-prijs, oeuvreprijs voor illustratoren

## Over de naam
De familienaam luidt Thé, en Tjong-Khing is zijn voornaam. Tjong is een zogeheten generatienaam die de familie aan alle zoons uit zijn generatie heeft gegeven.

## Trivia
- Thé is een groot filmkenner. In de jaren zeventig won hij talloze malen de filmquiz Voor een briefkaart op de eerste rang bij de KRO-televisie. Deze prestatie leidde zelfs tot een persiflage van Gerard Cox en Frans Halsema, geschreven door Michel van der Plas.
- Zijn korte strip Zuster Lydia zoekt het Geluk werd in 1984 verfilmd door cineast Frank Herrebout. De korte film draaide in de bioscoop en werd geselecteerd voor de Berlinale, het internationale filmfestival van Berlijn.
- Omdat Thé Tjong-Khing in 1977 is gestopt met striptekenen, heeft hij nooit de Stripschapprijs ontvangen. Daarom werd zijn werk in 1997 tijdens De Stripdagen in Breda door Het Stripschap, Nederlands centrum voor belangstellenden in strips, bekroond met de Trentenaire, ter gelegenheid van het dertigjarig jubileum van deze vereniging.
- De strip Arman en Ilva is opnieuw uitgegeven door Uitgeverij Sherpa.
- In het najaar van 2011 werd in het Letterkundig Museum in Den Haag een tentoonstelling gehouden die een overzicht geeft van het werk van Thé Tjong-Khing.
- Van 23 september t/m 4 november 2018 was er een tentoonstelling over het werk van Thé Tjong-Khing en Peter van Dongen in het Groningse dorpje Thesinge.
- Van 15 december 2020 t/m 3 oktober 2021 werd de tentoonstelling 'Thé Tjong-Khing: in het atelier van de meesterillustrator' gehouden in het Museum Kranenburgh in Bergen (Noord-Holland).[3]
- Ter gelegenheid van Thé’s negentigste verjaardag is er van 7 april tot en met 11 september 2023 de tentoonstelling 'Thé Tjong-Khing: 90 jaar jong' in het Verwey Museum Haarlem.